# براد ریپل ویلیج (ایندیاناپولیس)
براد ریپل ویلیج (به انگلیسی: Broad Ripple Village) یک منطقهٔ مسکونی در ایالات متحده آمریکا است که در شهرستان ماریون، ایندیانا واقع شده‌است. براد ریپل ویلیج ۱۷٬۰۴۱ نفر جمعیت دارد و ۲۲۱ متر بالاتر از سطح دریا واقع شده‌است.